# 虎子山 (大字)
虎子山（不等於罟仔寮，罟寮範圍為今日新竹市華江街－頂罟寮－至海埔路－下罟療－一帶，但下罟寮因為機場闢建導致楊寮、南油車港等聚落舉庄搬遷進駐，沿用舊地名而被取代，虎仔山則在其東北方），是台灣新竹市香山區、北區交界地帶的一個傳統地域名稱。

## 地理

### 區域

#### 地名由來
虎子山其地近海，岸邊有小沙丘，成為漁民曬漁網（罟）之處，故名罟子山。後「罟」因音近訛轉為「虎」，改稱為虎子山。:578

#### 範圍
虎子山位於新竹機場南側。相較於今日行政區，其範圍包括香山區的虎林里不含最北端、虎山里東半部，另外還包括新竹機場靠近虎林里及虎山里東半部一帶，以及北區的新雅里西南端、大鵬里西北部。

#### 聚落
本地區發展較早的聚落有虎子山、中庄、小南勢、拔仔林等，在日治初期的官方地圖上已有記載。

## 歷史
台灣清治末期至日治前期，虎子山地區為一街庄，稱為「虎仔山庄」，隸屬於竹北一堡。該庄昔日南隔客雅溪與牛埔庄、浸水庄為界，西及西北與楊藔庄為鄰，東北與沙崙庄為鄰，東邊為崙仔庄。
1901年（日治明治三十四年）11月，全台廢縣廳改設二十廳，該庄隸屬於新竹廳。1909年（明治四十二年）10月，合併二十廳為十二廳，該庄隸屬不變。1920年（大正九年），廢十二廳改設五州二廳，該庄改制並雅化為「虎子山」大字，隸屬於新竹州新竹郡香山庄。1936年（昭和十一年）新竹機場建成後，本地區西北部位於於機場範圍內。1941年（昭和十六年），香山庄廢庄併入新竹市。
戰後新竹市改制為省轄市，香山仍屬之，大字改制為里。1946年新竹市重劃為五個區，香山為其中一區。1950年新竹縣市合併後拆分為桃、竹、苗三縣，新竹市縮減轄區並降為新竹縣縣轄市，香山區拆出成為香山鄉，隸屬於新竹縣，本地區仍屬之，但里改制為村。1982年7月，新竹市再度升格為省轄市，香山鄉再度併入成為香山區，村再度改制為里。由於人口增加，本地區已拆分為兩個里。

## 交通
延平路（原編為新竹市市道2線）是新竹市市區至楊寮的道路，也大致以橫向轉東南—西北走向再轉東北—西南走向蜿蜒經過虎子山地區中部偏南地帶，向東可前往崙子、新竹市區並止於中山路口，向西南繞過機場南端後轉向東北再轉北可前往楊寮並止於省道台15線路口。
牛埔路（原編為新竹市市道2-1線）是本地區向南跨越客雅溪前往牛埔的連絡道路。

## 設施

### 學校

#### 中等教育
- 虎林國民中學（1997年）

### 初等教育
- 香山國民學校虎林分班（1952年）→香山國民學校虎林分校（1953年）→虎林國民學校（1958年）→虎林國民小學（1968年）